# Чоколадни тартуфи
Чоколадни тартуф је француска чоколадна посластица који се традиционално прави са пуњењем од чоколадног ганаша, а обложен је какао прахом, кокосовим брашном или сецканим орашастим плодовима. Чоколадни тартуф се ручно обликује у сферни облик. Име потиче од сличности чоколадног тартуфа по изгледу са тартуфима, гомољастим гљивама. Креирала га је у граду Шамберију посластичарка Никол Петручели.

## Врсте
Током година, многе сорте су се појавиле под различитим именима:
- Француски тартуф, направљен од свеже павлаке и чоколаде, а затим уваљан у какао или орашасти прах.[4]

- Швајцарски тартуф, направљен мешањем отопљене чоколаде са кључалом мешавином млечне павлаке и путера, који се сипа у калупе да се стегне пре посипања какао прахом. Као и француски тартуфи, ови имају веома кратак рок трајања и морају се конзумирати у року од неколико дана од прављења.[5]
- Шпански тартуф, припремљен са црном чоколадом, кондензованим млеком, румом (или било којим омиљеним ликером) и чоколадним мрвицама.[6]
- Типични европски тартуф, направљен од сирупа и базе од какао праха, млека у праху, масти и других сличних састојака за стварање емулзије типа уље у води.[7]
- Амерички тартуф, тартуф полуовалног облика, обложен чоколадом, мешавина тамне или млечне чоколаде са путером, а у неким случајевима и очврслог кокосовог уља. Јосеф Шмит, чоколадар из Сан Франциска заслужан је за његово стварање средином 1980-их.[8]

Остали стилови укључују:
- Белгијски тартуф или пралина, направљен од тамне или млечне чоколаде пуњене ганашом, путер кремом или пастама од орашастих плодова. [9]
- Калифорнијски тартуф, већа верзија француског тартуфа, који је први пут направила Алис Медрих 1973. након што је пробала тартуфе у Француској. Продавала је ове веће тартуфе у посластичарници у кварту Гурмет Гето у Берклију; затим, 1977. године, почела је да их продаје у сопственој продавници, која се убрзо проширила у ланац. Медрих је у великој мери заслужна за покретање америчке помаме за тартуфима.[10]